# Pedro Basaldua
Pedro Basaldua Ibarmia (Baracaldo, 15 de Abril de 1906 - Buenos Aires, 1985), foi um jornalista, escritor e político nacionalista basco.
Foi diretor do jornal La Ribera e redator das publicações El Galindo de Barakaldo e Jagi-Jagi, tendo sido também redator e diretor da revista Gudari de Euzko Gudaroste (forças militares bascas).
Foi associado a Sociedad Argentina de Escritores.

## Livros publicados
- Sangre en la mina (1937);
- El dolor de Euzkadi (1937);
- Con los alemanes de París, páginas de um diario (1943);
- En España sale el sol (1946);
- Ignacio de Loyola y Francisco Xabier (1946);
- Situación religiosa en España. Dolorosas realidades (1947);
- El Estatuto Vasco y la República Española (1952);
- En defensa de la verdad. Los vascos en la guerra civil española... (1956);
- El libertador vasco. Sabino de Arana (1953);
- Crónicas de guerra y exilio (1983) livro de memórias.